# Gunnar Dahlquist
Johan Gunnar Nathanael Dahlquist, född 20 oktober 1884, död 18 juli 1945 i Uppsala, var en svensk prästman och missionsdirektor.
Dahlquist blev teologie licentiat och prästvigdes 1911. Han var sekreterare i Svenska kyrkans missionsstyrelse 1920–1924, blev kyrkoherde i Säby (Tranås)  1924 och var direktor för Svenska kyrkans mission 1928–1937. Han var en centralgestalt i den svenska ungkyrkorörelsen.
Bland Dahlquists skrifter märks De kyrkliga förhållandena i mellersta Sverige (1917), Till frågan om uppenbarelse och religiös sanning (1920), Arbetareungdom (1922), Jesu glädje (1927), Ärkebiskop Söderblom och missionen (1930), Mästaren bygger (1935), En ädlings tanke (1941), samt Vår zulumission (1942). 
Han var gift med författaren Siri Dahlquist och far till filosofen Thorild Dahlquist och datapionjären Germund Dahlquist. Gunnar Dahlquist är begravd på Uppsala gamla kyrkogård.